# Reissingerhöhe
Reissingerhöhe ist ein Gemeindeteil der Gemeinde Nagel im oberfränkischen Landkreis Wunsiedel im Fichtelgebirge (Oberfranken, Bayern).

## Geographie und Verkehrsanbindung
Das Dorf Reissingerhöhe liegt nordwestlich des Kernortes Nagel an der Kreisstraße WUN 10. Die Bundesstraße 303 verläuft nördlich.
Westlich vom Ort fließt die Gregnitz, ein Nebenfluss der Fichtelnaab, und östlich der Steinlohbach. Südlich liegt das 11,67 ha große Naturschutzgebiet Hahnenfilz bei Mehlmeisel.

## Baudenkmäler
In der Liste der Baudenkmäler in Nagel (Fichtelgebirge) sind für Reissingerhöhe keine Baudenkmäler aufgeführt.